# Cattleya harrisoniana
Cattleya harrisoniana Bateman ex Lindl., 1919  è una pianta della famiglia delle Orchidacee, endemica del Brasile.

## Descrizione
È un'orchidea di medie dimensioni epifita ed occasionalmente litofita che presenta pseudobulbi compressi lateralmente, di forma subclavata che portano due foglie apicali, strette allittiche od ovate. 
La fioritura avviene nella tarda estate con un'infiorescenza lunga sui 10 centimetri e coperta da una guaina che porta da 2 a 6 fiori. Questi sono profumati, longevi, di consistenza cerosa, grandi 11 o 12 centimetri con petali e sepali rosa carico e con labello imbutiforme più chiaro, soffuso di giallo.

## Distribuzione e habitat
La specie è originaria del sud-est del Brasile, dove cresce epifita ed occasionalmente litofita in zone paludose a clima caldo.

## Sinonimi
Cattleya harrisoniae Paxton, 1838

Cattleya concolor Drapiez, 1840

Cattleya harrisonii P.N.Don, 1840

Cattleya papeiansiana C.Morren, 1845

Cattleya harrisoniana var. alba Beer, 1854

Cattleya loddigesii var. harrisoniae (Paxton) A.H.Kent, 1887

Cattleya brownii Rolfe, 1894

Cattleya harrisoniana f. alba (Beer) F.Barros & J.A.N.Bat., 2004

## Coltivazione
Questa pianta necessita in coltura di molta acqua e caldo durante il periodo vegetativo e di un buon riposo dopo la fioritura con meno acqua e temperature più fresche. L'esposizione ideale è a mezz'ombra.